# Pers-Jussy
Pers-Jussy is een gemeente in het Franse departement Haute-Savoie (regio Auvergne-Rhône-Alpes) en telt 2105 inwoners (1999). De plaats maakt deel uit van het arrondissement Saint-Julien-en-Genevois. Het dorp bestaat uit de hoofdplaatsen Pers en Jussy, en een aantal gehuchten waaronder La Molasse, Loisoignes, Chevrier, Navilly ea.

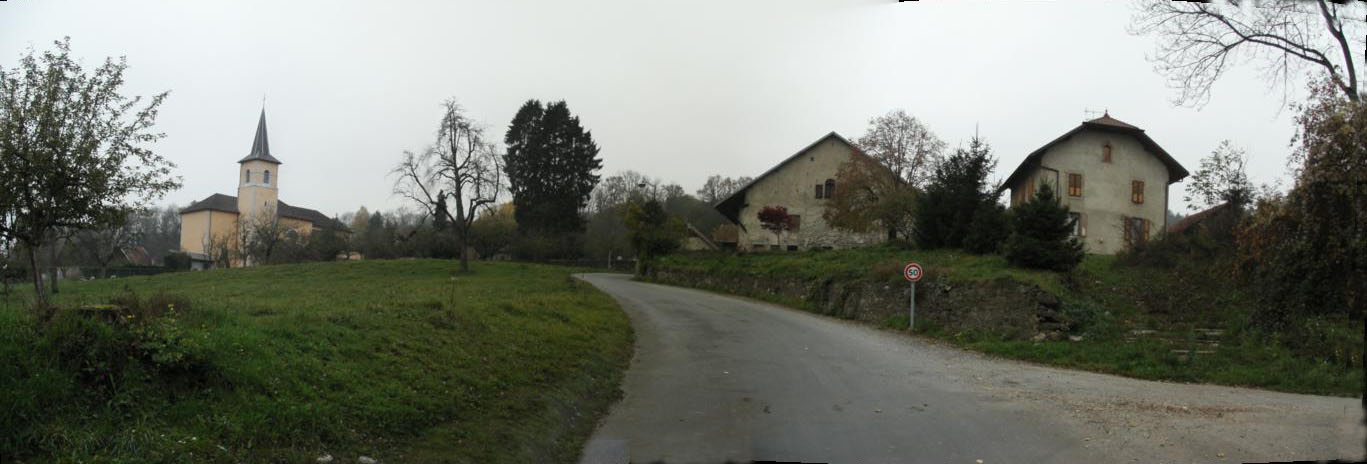
Zicht op het dorp (Pers) vanaf de buurtschap La Molasse in 2015

## Geografie
De oppervlakte van Pers-Jussy bedraagt 18,8 km², de bevolkingsdichtheid is 112,0 inwoners per km².
De onderstaande kaart toont de ligging van Pers-Jussy met de belangrijkste infrastructuur en aangrenzende gemeenten.

## Demografie
Onderstaande figuur toont het verloop van het inwonertal (bron: INSEE-tellingen).